# Veia cefálica

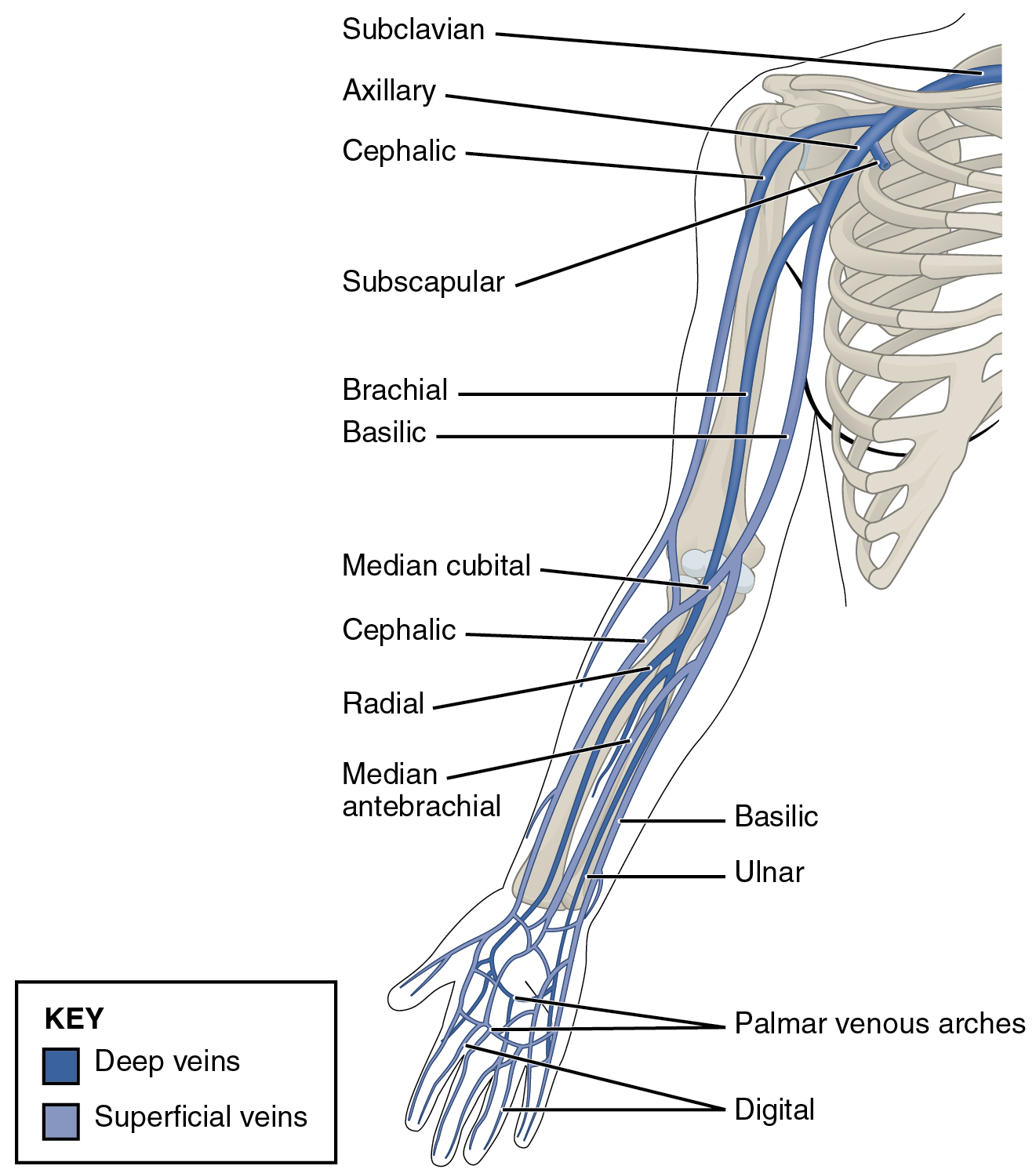
Trajeto da veia cefálica, com origem no membro superior e fim na axila, onde tributa para a veia axilar.

A veia cefálica é uma das principais veias do membro superior, assim como a veia basílica.

## Trajeto
Trata-se de um vaso superficial, que corre na tela subcutânea do membro superior. Sua superficialidade faz que, muitas vezes, ela seja visível através da pele.
Forma-se na face lateral da rede venosa dorsal da mão, por meio da fusão de veias que a ela pertencem. A veia cefálica emerge a partir do teto da tabaqueira anatômica, cruza o processo estiloide do rádio e sobe lateralmente pelo punho, antebraço e região proximal do braço.
Anteriormente ao cotovelo, na fossa cubital, há uma comunicação com a veia basílica, a partir da veia intermédia do cotovelo. Este último vaso tem um trajeto oblíquo, ou seja, diagonal; mais precisamente nos sentidos de superior para inferior de medial para lateral.
O trajeto da veia cefálica, então, permanece ascendente e lateral, desta vez lateralmente ao músculo bíceps braquial.
Na sequência, prossegue ao longo de um espaço entre os músculos deltoide e peitoral maior, denominado sulco deltopeitoral. Depois, penetra no trígono clavipeitoral, perfura a membrana costocoracoide e também uma porção da fáscia clavipeitoral.
Em última instância, drena para a região terminal da veia axilar, um vaso calibroso e profundo localizado na axila.

## Função
A Função da veia cefálica pode ser realizada em diferentes pontos, como a tabaqueira anatômica e a fossa cubital. A punção a nível da tabaqueira anatômica apresenta como desvantagem o risco trazido pela proximidade em relação ao ramo superficial do nervo radial, o que torna propícia a lesão desse nervo durante o procedimento.

## Etimologia

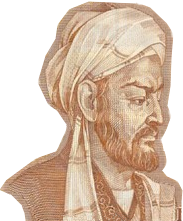
Avicenna, responsável por mencionar, pela primeira vez na história, o termo veia cefálica.

A origem da nomenclatura dessa veia é misteriosa, de modo que versões distintas buscam explicá-la.
Uma hipótese afirma que o termo "veia cefálica" vem do árabe al-kefal, que quer dizer externo (provavelmente em referência à localização desse vaso, o qual ascende pelo membro superior em sua face lateral, isto é, aquela que se volta para fora do corpo, em posição anatômica). Usado pela primeira vez pelo médico muçulmano Avicena, o nome foi traduzido para o latim imprecisamente como cefálica, de modo a se desconectar de seu significado original, uma vez que cefálico é uma palavra que se refere a cabeça.
Já a segunda proposta defende que a veia foi assim batizada por que havia uma crença segundo a qual sangrias, a partir da punção da veia cefálica, seriam um modo de curar dores de cabeça.